# Quinqueloculininae
Quinqueloculininae es una subfamilia de foraminíferos bentónicos de la Familia Hauerinidae, de la Superfamilia Milioloidea, del Suborden Miliolina y del Orden Miliolida. Su rango cronoestratigráfico abarca desde el Hettangiense (Jurásico inferior) hasta la Actualidad.

## Discusión
Clasificaciones más recientes han incluido Quinqueloculininae en la Familia Quinqueloculinidae.

## Clasificación
Quinqueloculininae incluye a los siguientes géneros:
- Axiopolina †, también considerado en la Subfamilia Hauerininae
- Cycloforina, también considerado en la Subfamilia Hauerininae
- Lachlanella, también considerado en la Subfamilia Hauerininae
- Quinqueloculina, también considerado en la Subfamilia Hauerininae
- Pseudoschlumbergerina, también considerado en la Subfamilia Sigmoilinitinae

Otros géneros considerados en Hauerininae son:
- Frumentarium, aceptado como Quinqueloculina
- Labalina, aceptado como Quinqueloculina
- Multiloculina, aceptado como Quinqueloculina
- Obliqueloculina
- Paleoquinqueloculina †
- Rumanoloculina, aceptado como Quinqueloculina
- Trillina, aceptado como Quinqueloculina